# 아나 파트리시아 로호
아나 파트리시아 로호(Ana Patricia Rojo, 1974년 2월 13일 ~ )는 멕시코의 배우, 가수이다.